# Śródlesie (województwo zachodniopomorskie)
Śródlesie (niem. Antonienhof) – osada w Polsce położona w województwie zachodniopomorskim, w powiecie drawskim, w gminie Złocieniec. W latach 1975−1998 miejscowość administracyjnie należała do województwa koszalińskiego. Do 31 grudnia 2018 r. wieś należała do zlikwidowanej gminy Ostrowice. W roku 2007 osada liczyła 9 mieszkańców. Miejscowość wchodzi w skład sołectwa Gronowo.